# Histria (site archéologique)
Pour les articles homonymes, voir Istria (homonymie).
Histria  (en roumain Istria) est une localité de Roumanie située dans la commune d'Istria (județ de Constanța, dans la province historique de Dobroudja du Nord, au sud des limans des bouches du Danube sur le littoral de la mer Noire). L'ancienne cité grecque d’Istros a été ensuite nommée Histria par les Romains. Ces noms sont en lien étymologique avec l’Istros, nom grec antique du Danube.

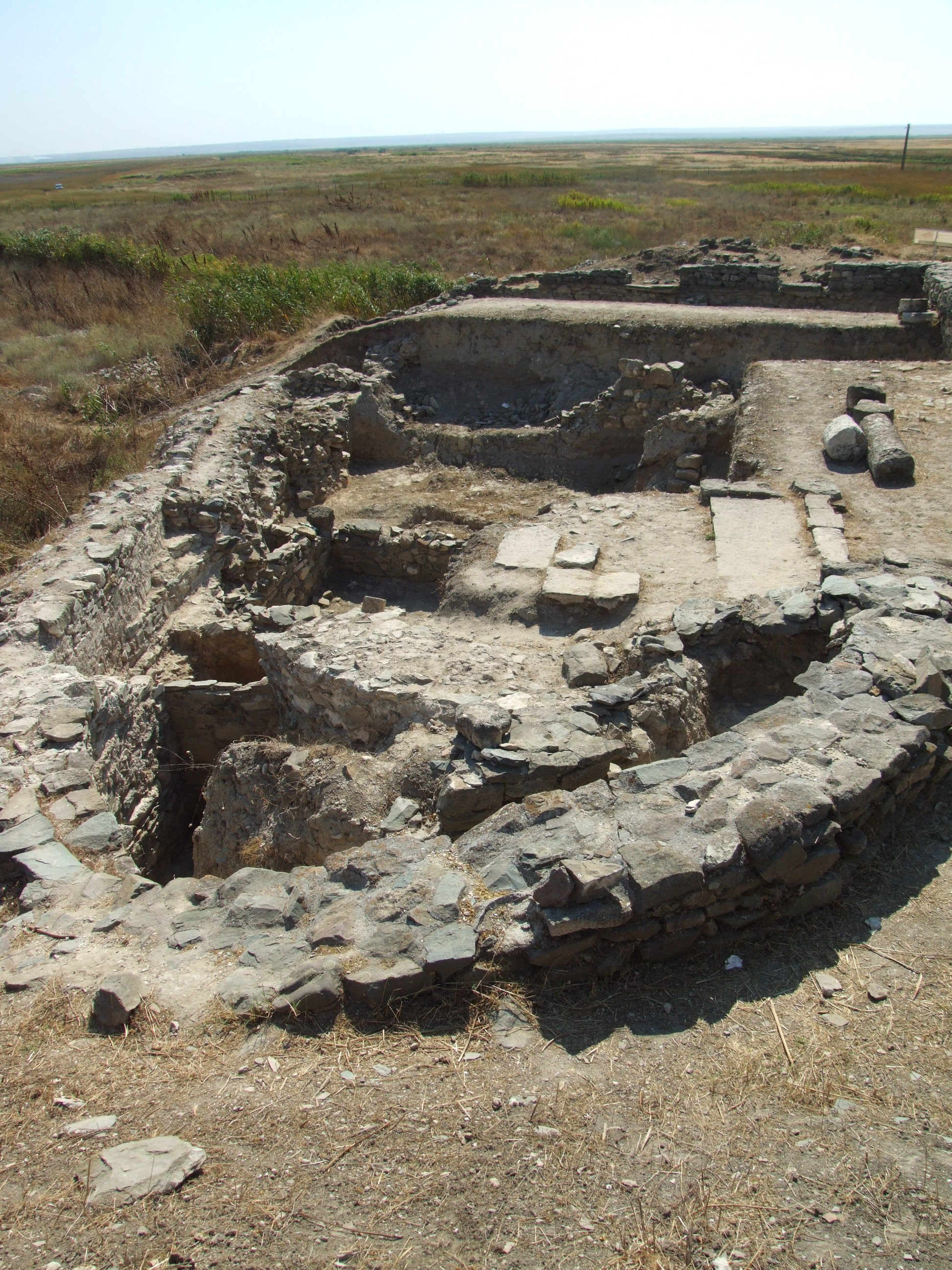
Fondations de la basilique d'Histria.

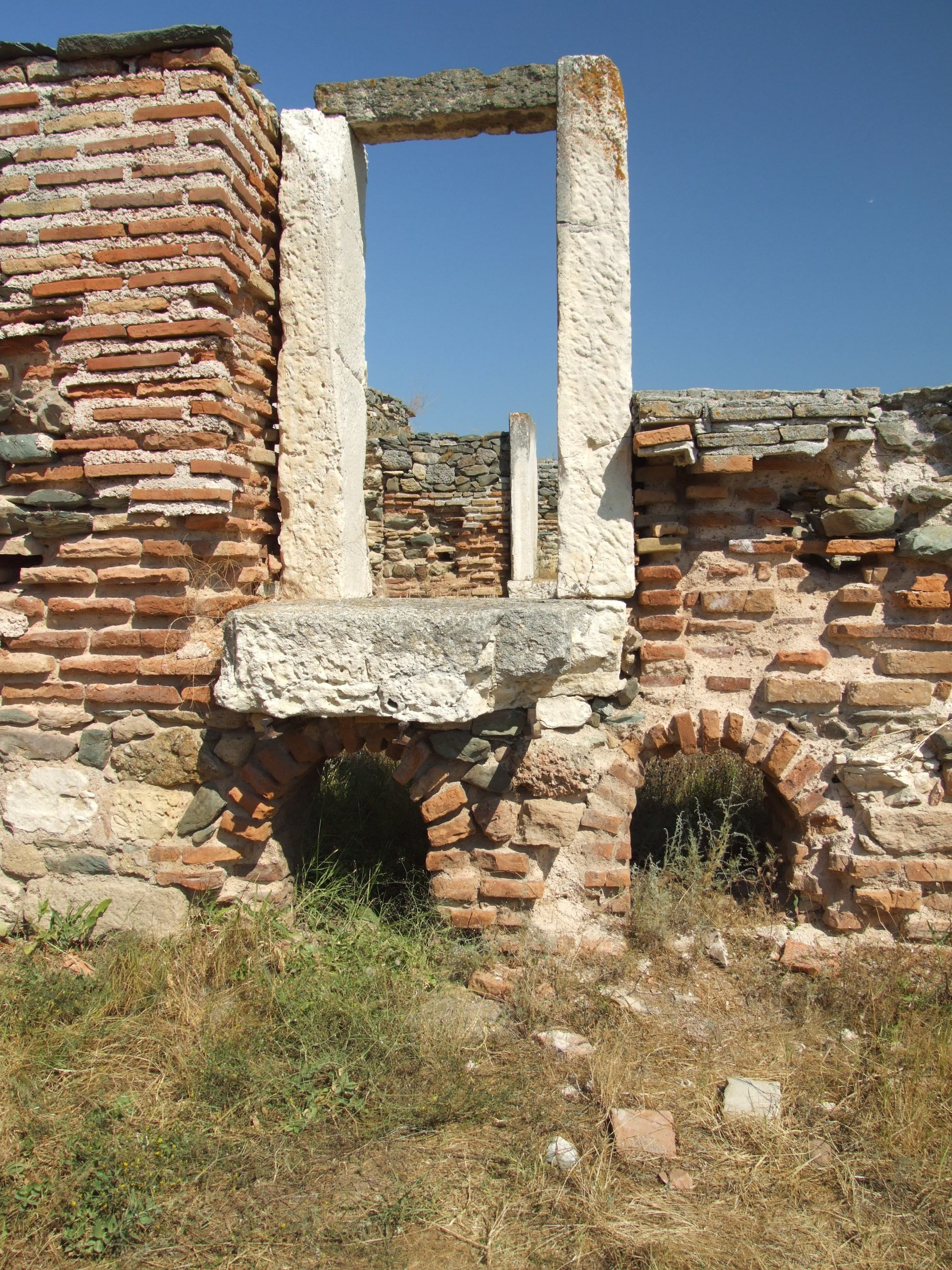
Les thermes byzantins d'Histria.

## Antiquité: d'Istros à Histria
La cité est une colonie milésienne du VIIe siècle av. J.-C. avant notre ère. Après sa destruction, à la fin du VIe siècle av. J.-C. avant notre ère, par l'expédition perse de Darius Ier contre les Scythes, elle s'est reconstruite et a prospéré pour atteindre une superficie bâtie d'environ 60 hectares. À l'époque archaïque et classique, elle domine économiquement le nord-ouest du Pont Euxin : ses monnaies d'argent ont été retrouvées en abondance tout autour de la mer Noire, notamment à Tyras et Nikonion sur l'embouchure du Tyras, à Orgamè et à Tomis. L'expédition du général macédonien Zopyrion marque l'entrée d'Istros dans l'époque hellénistique, mieux connue grâce aux nombreuses inscriptions, et marquée par le commerce, mais aussi des conflits réguliers avec les Gètes de l'intérieur. Une partie de la cité a été de nouveau détruite au milieu du Ier siècle av. J.-C. avant notre ère, probablement lors des campagnes du roi dace Burebista.
Istros est ensuite une alliée du royaume du Pont, avant d'être occupée par les Romains de la fin du Ier siècle avant notre ère et de devenir une cité romaine jusqu'au VIIe siècle. En 238, Histria est prise par les Goths, les Bastarnes et les Carpes venus des rives nord du Danube ; ils obtiennent de Rome le paiement d'un tribut afin de quitter la ville. Entre 250 à 270 environ, ils récidivent à plusieurs reprises, et comme en même temps le port s'envase, la cité périclite et s'appauvrit, supplantée par Tomis et Kallatis, plus au sud, dont les ports restent facilement accessibles et dont les hautes murailles sont plus facilement défendables.

## Antiquité tardive
Avec la christianisation, la Scythie mineure entre dans la civilisation byzantine et on a supposé que saint Jean Cassien est probablement né à Orgamè, Histria, Tomis ou Kallatis. Les invasions des Huns, des Avars, des Slaves et l'envasement du port affaiblissent la cité. En 680, l'Empire byzantin doit céder le nord de la péninsule des Balkans au Premier Empire bulgare, obligeant les habitants à se replier sur Constantinople. Le village de pêcheurs de l'époque ottomane est établi hors du périmètre du site archéologique, identifié par Ernest Desjardins.

## Village d'Istria
Le village actuel compte environ 1500 habitants. C'est l'alluvionnement danubien qui a envasé le port durant l'Antiquité tardive, tandis que la défaite des Romains face aux Bulgares en 680 marque sa transformation en simple village de pêcheurs pontiques. Pendant la longue période ottomane (1422-1878), le nom turc du village était Kara-Nasuf (« Nasuf le noir », du nom du propriétaire turc des lieux). Après avoir formé au XVe siècle une province militaire, la région est intégrée au XVIIe siècle dans le pachalik de Silistra, une province turque gouvernée par les pachas de Silistra et relevant de l'exarchat Proïlavon du patriarcat œcuménique de Constantinople, administrant les chrétiens des rivages du bas-Danube en aval de Belgrade et de la mer Noire entre Varna et l’estuaire du Dniepr. Les habitants actuels sont d'origines dicienne (roumains locaux), moldave (roumains venus du Boudjak), turque et tatare, pontique et lipovène. Ils vivent d'agriculture, d'élevage, d'apiculture, de l'exploitation des cannes, de pêche sur le liman et surtout, depuis le XXIe siècle, du tourisme.

## Archéologie d'Istros/Histria
Histria est la cité grecque la mieux étudiée de Roumanie, car ses vestiges n'ont pas été recouverts par des constructions postérieures. Le site a commencé à être fouillé par Vasile Pârvan en 1914. Lui ont succédé à la tête des équipes de fouilles, Scarlat et Marcelle Lambrino, Emil Condurachi, Dionysios Pippidis, Petre Alexandrescu, Alexandru Suceveanu et Alexandru Avram.
Le site est ouvert aux visiteurs. Un musée présente les plus beaux ou représentatifs objets provenant des fouilles.